# 청송 일신재
일신재은 대한민국 경상북도 청송군 안덕면 장전리에 있다. 2009년 9월 1일 청송군의 문화유산 제12호로 지정되었다.
중창(중건), 이건에 대한 기록이 불명확하나 일신 권후준이 1714년 건립한 정자이다.